# Ida (film)
Ida este un film dramatic regizat de regizorul polonez Paweł Pawlikowski, pe baza unui scenariu scris de acesta împreună cu Rebecca Lenkievicz. Coproducția polono-daneză a avut premiera în 2013.
Acțiunea filmului se petrece în 1962, în Polonia. Cele două personaje principale sunt o fată tânără și mătușa ei, pe care le-a afectat puternic ocupația germană din timpul celui de-al Doilea Război Mondial. Și-au pierdut familia, dar nu știu în ce împrejurări, și merg să le afle. Adevărul aflat va avea urmări foarte diferite asupra celor două femei.
Filmul a avut un mare succes internațional și a obținut numeroase premii, printre care, în 2015, Premiul Oscar pentru cel mai bun film străin, fiind primul film polonez cu acest premiu.

## Acțiunea filmului
Fata, care știe că prenumele ei este Anna, a crescut într-o mănăstire, unde este novice, și cunoaște din trecutul ei numai că este orfană. Urmează să pronunțe jurămintele prin care să devină călugăriță, dar înainte de aceasta, stareța o anunță că are o mătușă, Wanda, singura ei rudă în viață, și o trimite la Varșovia să o cunoască.
Wanda îi dezvăluie nepoatei sale că nu o cheamă Anna, ci Ida Lebenstein, și că ele sunt evreice. Despre ea mai spune doar că este procuror. Ida observă că mătușa ei fumează și bea mult. Reiese din film că duce o viață singuratică marcată de fumat, de alcoolism și de aventuri sexuale.
Ida ar vrea să găsească mormântul părinților și amândouă pornesc cu mașina Wandei în satul în care locuia familia Idei. Acolo văd că în casa acesteia locuiesc niște oameni. Este acolo o femeie tânără, care le spune că numai soțul ei ar putea să le lămurească despre locuitorii anteriori ai casei, dar el nu este acasă. Femeia o roagă pe Ida, care poartă veșminte de novice, să-i binecuvânteze copilul, ceea ce ea face, apoi cele două femei pleacă. După câteva ore se întorc la casă, unde acum se află și soțul, un țăran cu numele de Skiba, care nu le spune nimic despre familia Lebenstein.
Femeile pleacă spre orășelul din apropiere. Wanda conduce sub influența alcoolului și ajunge în șanț. Îi scoate mașina un țăran cu căruța. Milițianul care sosește acolo o duce pe Wanda la postul de miliție și o ține acolo peste noapte. Între timp Ida petrece noaptea la parohia din apropiere.
Dimineața, când Wanda este lăsată liberă și merg mai departe către oraș, Ida o întreabă despre ocupația ei. Wanda relatează că în anii 1951-1952 era deja procuror și avea porecla „Wanda cea sângeroasă”. Reiese din film că este comunistă și în perioada stalinistă a obținut condamnarea la moarte, în procese spectacol, a unor oameni considerați dușmani ai regimului.
Pe drum face autostopul un tânăr pe care îl iau în mașină. Acesta merge în același oraș, la restaurantul unui hotel, unde urmează să cânte la saxofon cu formația lui. Femeile poposesc la același hotel. În cameră, Wanda vrea s-o îmbrace pe Ida cu o rochie și o cheamă la restaurant să se distreze. Încearcă să o convingă să încerce viața lumească înainte de a-și hotărî viitorul, dar Ida nu merge cu ea. Wanda coboară la restaurant, dansează, bea, apoi seara târziu se întoarce în cameră, o ironizează pe Ida în legătură cu religiozitatea ei, și se culcă. După ce adoarme, Ida coboară la restaurant, unde nu mai este decât Lis, saxofonistul, care cântă pentru sine. Mai întâi Ida îl privește de departe pe tânăr, apoi cei doi stau de vorbă. Cu această ocazie, Ida cunoaște ceva nou pentru ea, muzica de jazz și apropierea unui bărbat. După aceasta merge în cameră, își spune rugăciunea de seară și se culcă.
A doua zi, femeile îl găsesc pe tatăl lui Skiba, care este pe moarte în spitalul din localitate. Acesta le spune doar că își aduce aminte de familia Lebenstein. Wanda îl acuză că el i-a omorât. Atunci îi spune Wanda prima oară Idei că a avut un băiețel, pe care l-a lăsat la familia Lebenstein înainte de a merge să lupte împotriva ocupanților, și că și copilul a murit probabil împreună cu soții Lebenstein.
Seara, Skiba fiul vine la hotel și le promite că le arată unde sunt îngropați părinții Idei și copilul, cu condiția ca să-i lase familia în pace și să nu emite pretenții asupra gospodăriei ocupate de el. Le și duce în pădurea de lângă sat, la locul respectiv. Atunci mărturisește că el i-a omorât. Se pare că a făcut-o pentru că el și tatăl lui se temeau să ascundă evrei. Despre Ida nu se putea afla că este evreică, de aceea a dat-o în grija preotului din sat, dar băiețelul avea părul negru și era circumcis, de aceea l-a omorât și pe el. Dezgroapă rămășițele pământești, pe care femeile le duc la Lublin, unde le îngroapă într-un cimitir evreiesc.
Wanda se întoarce la viața ei, iar Ida la mănăstire, dar ezită, nu depune jurămintele. Între timp, Wanda se sinucide, și Ida merge la înmormântarea ei. Singură în locuința Wandei, se îmbracă cu una din rochiile ei, se privește în oglindă cu părul lăsat liber, fumează o țigară și gustă alcoolul. La înmormântare este prezent și Lis. După aceasta, Ida merge cu el acolo unde cântă și unde Lis o învață să danseze, apoi petrec noaptea împreună. Lis încearcă să o convingă să se căsătorească, să aibă copii și să ducă o viață obișnuită. Însă dimineața, Ida se scoală înainte ca Lis să se trezească, se îmbracă cu veșmintele de la mănăstire și pleacă.

## Rolurile cele mai importante
- Agata Kulesza: Wanda Gruz, procuror, mătușa Idei
- Agata Trzebuchowska: Anna/Ida Lebenstein, novice, nepoata Wandei
- Dawid Ogrodnik: Lis, saxofonist
- Adam Szyszkowski: Feliks Skiba, țăran, noul proprietar al casei familiei Lebenstein
- Jerzy Trela: Szymon Skiba, tatăl lui Feliks Skiba

## Curiozități
Personajul Wanda Gruz se bazează pe o persoană reală, Helena Wolińska-Brus, evreică, membră a rezistenței comuniste și procuror militar după război, care a emigrat în 1971 în Marea Britanie, unde regizorul a cunoscut-o în anii 1980. Acesta a avut chiar intenția să scrie un scenariu de film despre ea, dar în final nu a reușit să pătrundă o personalitate atât de contradictorie ca a acelei femei.
Pawlikowski a găsit cu greu o actriță pentru personajul Anna/Ida. După ce au fost audiate peste 400 de actrițe, interpreta a fost descoperită întâmplător de o prietenă a regizorului, care a văzut-o citind o carte într-o cafenea. Agata Trzebuchowska era studentă la filozofie, nu avea nicio experiență actoricească și nici nu dorea să devină actriță. A acceptat după câtva timp să colaboreze cu Pawlikowski, deoarece admira filmul acestuia My Summer of Love (2004).
Filmul este alb-negru, cu raportul neobișnuit astăzi de 4:3 între orizontala și verticala imaginii, pentru a evoca filmele poloneze din anii 1960.

## Interpretări și critici
David Denby, critic la The New Yorker subliniază contrastul net dintre Ida și Wanda în prima parte a filmului. Cea dintâi est inocentă, iubitoare a lui Isus, cealaltă este o intelectuală dezamăgită, atee, care urăște trecutul Poloniei. Încearcă să-și deturneze tânăra rudă de la credința ei naivă. Amândouă sunt afectate de experiența trăită în continuarea acțiunii filmului. Ida începe să cunoască viața reală și nu se știe încotro o va duce drumul vieții, iar pe Wanda o lovește atât de puternic trecutul, încât este incapabilă să trăiască mai departe. Dintre cele două personalități, cea a Wandei este mult mai complexă, și criticul este de părere că Agata Kulesza o exprimă în mod magistral. Ida este mult mai simplă, nu privește lumea cu prea multe sentimente. Criticul crede că poate regizorul nu a recurs la o actriță profesionistă pentru acest rol, deoarece nu trebuia să „joace”. Din punct de vedere artistic, filmul se remarcă prin simplitate, concentrare, sugerare prin imagine mai mult decât exprimare prin cuvinte.
În ochii lui Peter Bradshaw (The Guardian), filmul vorbește despre Polonia, în primul rând despre cenușiul anilor 1960, exprimat și prin alb-negru, dar nu în mod didactic, ci tratate ca un fundal numai sugerat, și abordează tot sugerat și alte lucruri: catolicismul polonez, antisemitismul, ajutarea evreilor în timpul Holocaustului, teroarea stalinistă, credința în comunism a unor evrei, care a mers la unii până la a contribui la teroarea stalinistă, dezamăgirea față de comunism, ba chiar și relativa deschidere începută în anii 1960 (vezi rolul muzicii occidentale în film).
Dana Stevens remarcă în Slate că Agata Trzebuchowska, deși nu este actriță, știe să exprime cu ochii ei mari, cu toată ființa sa, faptul că Ida este curioasă să descopere bucuriile vieții pământești, și totodată se teme de această descoperire.
În Polonia, filmul a primit și interpretări și critici pur politice, din două direcții diametral opuse. Au în comun reproșul că filmul nu reflectă fidel adevărul istoric. Din partea dreptei a fost acuzat de antipolonism: este în el vorba de faptul că unii polonezi au ucis evrei, dar nu spune că Holocaustul a fost fapta naziștilor. Stânga i-a reproșat că întărește stereotipul antisemit referitor la rolul preponderent al evreilor în perioada terorii staliniste. La criticile de acest fel, regizorul a răspuns că Ida nu este un film istoric, ci vorbește despre personalități foarte concrete și complexe, pline de omenie și de paradoxuri. Pentru el, Ida și Wanda nu sunt numai evreice, ci tot atât de poloneze ca toate celelalte personaje. În ceea ce privește recepția lui, acei spectatori care găsesc bun filmul în orice țară, o fac pentru că depășește timpul și locul în care este plasat.
În urma unui sondaj din 2015 realizat de Muzeul Cinematografiei din Łódź, Ida a ieșit al zecelea cel mai bun film polonez din toate timpurile.

## Premiile mai importante
Filmul a obținut multe premii și a avut parte de și mai multe nominalizări. Premiile mai importante sunt cele de mai jos.

### Din partea unor instituții
2014:
- Academia Europeană de Film[19]:
  - Premiul pentru cel mai bun film
  - Premiul publicului pentru cel mai bun film
  - Premiul pentru cel mai bun regizor
  - Premiul pentru cel mai bun scenarist
  - Premiul pentru cea mai bună imagine
- Academia Poloneză de Film[20]:
  - Premiul pentru cel mai bun film
  - Premiul pentru cel mai bun regizor
  - Premiul pentru cea mai bună actriță: Agata Kulesza
  - Premiul pentru cel mai bun montaj
- Parlamentul European: Premiul LUX pentru cel mai bun film[21]

2015:
- Academia Americană de Film: Premiul Oscar pentru cel mai bun film străin[22]
- Academia britanică de artă a filmului și televiziunii (BAFTA): Premiul pentru cel mai bun film în altă limbă decât engleza[23]
- Premiul Spiritului Independent (S.U.A.) pentru cel mai bun film internațional[24]
- Academia de Arte și Științe Cinematografice din Spania: Premiul Goya pentru cel mai bun film european[25]

### La festivaluri
2013:
- Festivalul Internațional de Film de la Toronto (TIFF): Premiul FIPRESCI pentru cel mai bun film în secțiunea Prezentări Speciale[26]
- Festivalul de Film de la Londra: Premiul cel Mare pentru cel mai bun film[27]
- Festivalul Internațional de Film de la Varșovia[28]:
  - Premiul cel Mare pentru cel mai bun film în competiția internațională
  - Premiul Juriului Ecumenic pentru cel mai bun film
- Festivalul de Film de la Gdynia[29]:
  - Premiul Leii de Aur pentru cel mai bun film
  - Premiul pentru cea mai bună producție
  - Premiul pentru cea mai bună actriță: Agata Kulesza
  - Premiul pentru cea mai bună imagine
  - Premiul pentru cele mai bune decoruri
  - Premiul jurnaliștilor pentru cel mai bun film
  - Premiul Elle pentru un star în ascensiune: Agata Trzebuchowska
  - Premiul Don Quijote al Asociației Cinecluburilor pentru cel mai bun film
  - Premiul Rețelei Cinematografelor de Artă pentru cel mai bun film